# آدام کمنز
آدام کمنز (انگلیسی: Adam Commens؛ زادهٔ ۶ مهٔ ۱۹۷۶) از برندگان مدال‌های بازی‌های المپیک تابستانی و بازیکن هاکی روی چمن اهل استرالیا است.